# 三人組セックス

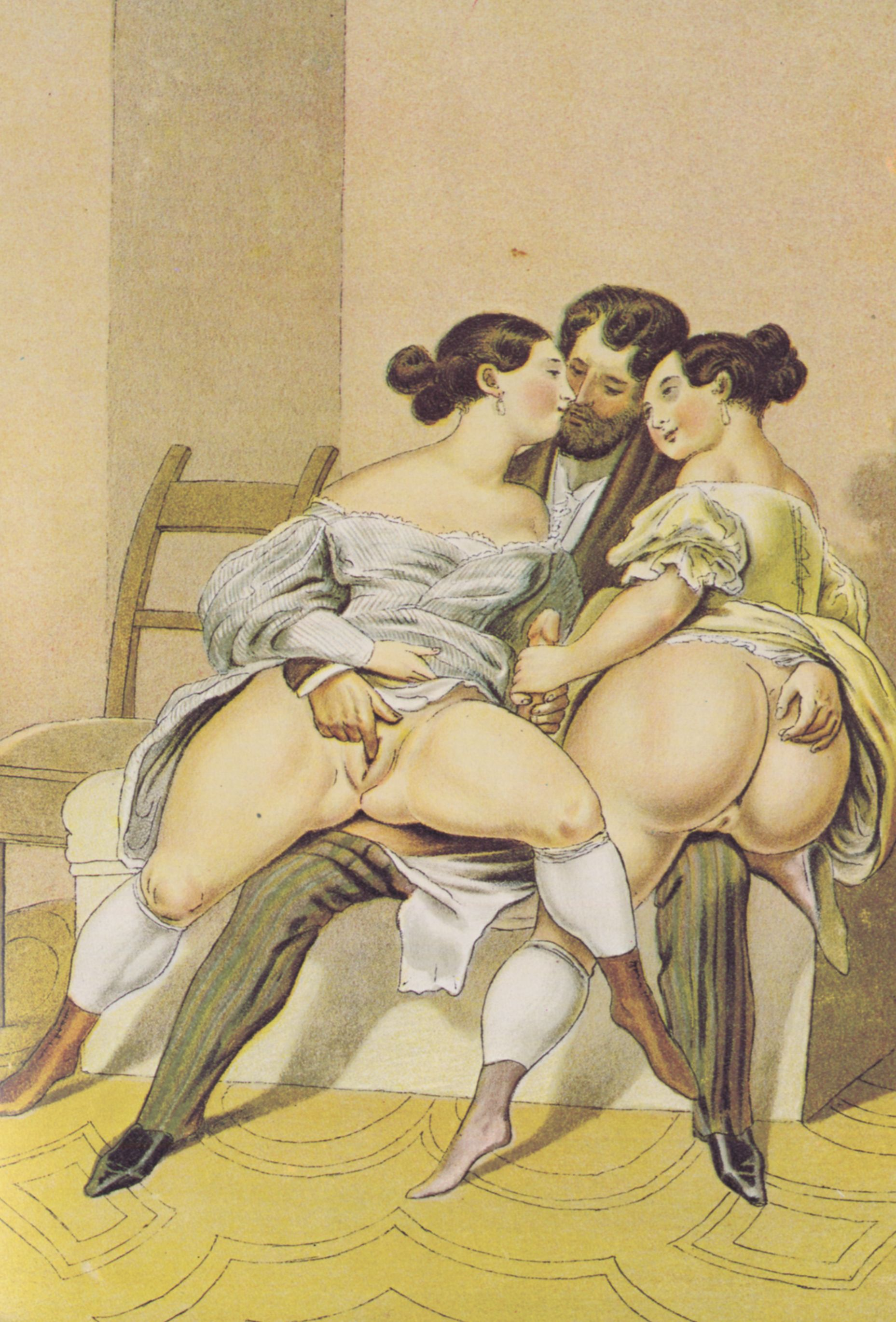
「 Der Gemeinsame Freund 」、1910年頃ピーターフェンディ作

三人組セックス、3Pセックスまたはスリーサムとは、3人が同時に行う性行為のことである。
3Pセックスはグループセックスの一種とされ、3人の友人の間や一夜限りの経験（フックアップ・カルチャー)としてのカジュアルな性行為といったプライベートな状況、あるいはスワッピングイベントや乱交パーティーなどのセックスパーティーで行われる。また、ポリアモリーや三人婚といった3人以上の間での恋愛関係において行われる場合もある。 
3Pセックスは性的な空想における一般的な要素であり、ポルノで一般的に描かれている。

## 組み合わせと体位
3Pセックスは、性別と性的指向の組み合わせを問わずに行われることがある。各参加者は、膣、アナルセックス、オーラルセックス、ペッティングなど、参加者の一方または両方とのあらゆる種類の性行為に関与することができる。また、参加者の1人以上が他の参加者との物理的な接触なしに、自慰などのオートエロティシズムを行うことも想定される。身体的接触のない第三者が3Pセックスの一員とみなされるかどうかは主観的な定義に左右され、盗撮や寝取られなどのフェチの一種と解釈されることもある。
3Pセックスには、複数の体位がある。

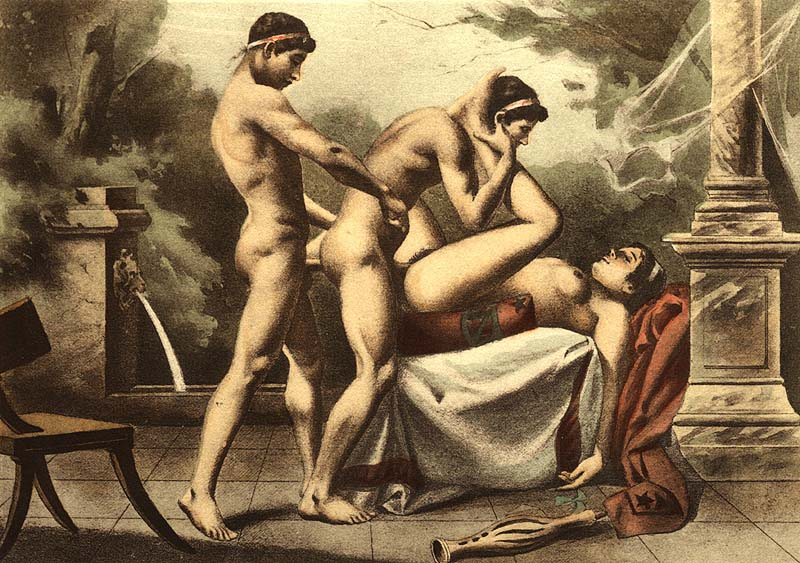
エドゥアールアンリアヴリルの絵画：2人の男性と1人の女性によるもの
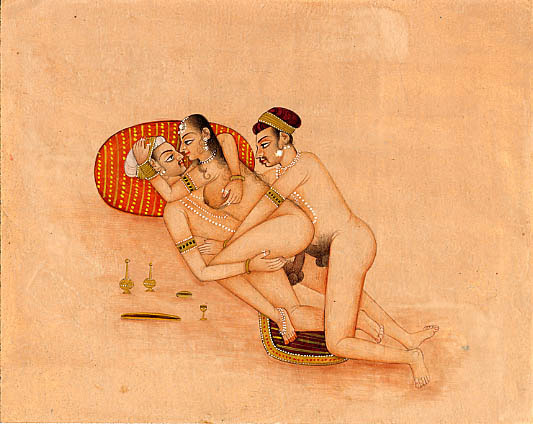
1人の女性の膣と肛門への同時の挿入、いわゆる二穴同時挿入別の意味もある：（1つの肛門に2本のペニスを同時に挿入する）
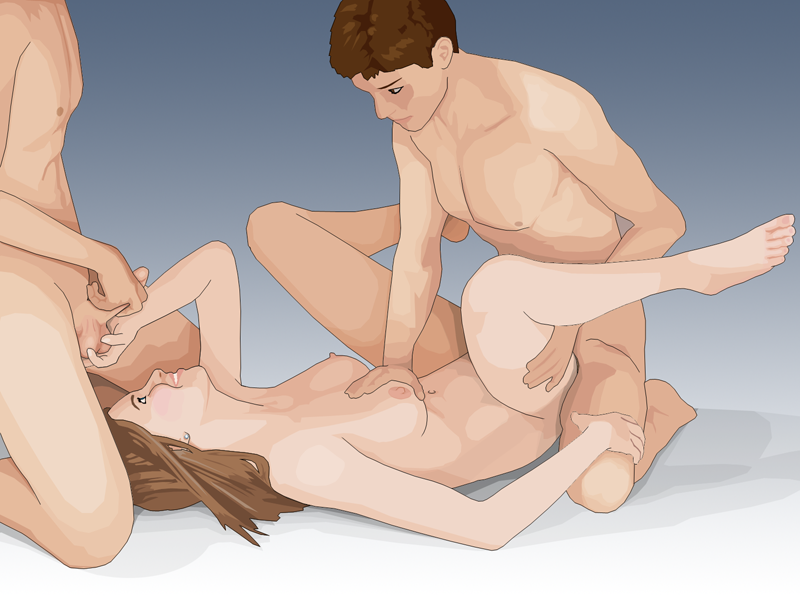
2人の男性と1人の女性によるもの
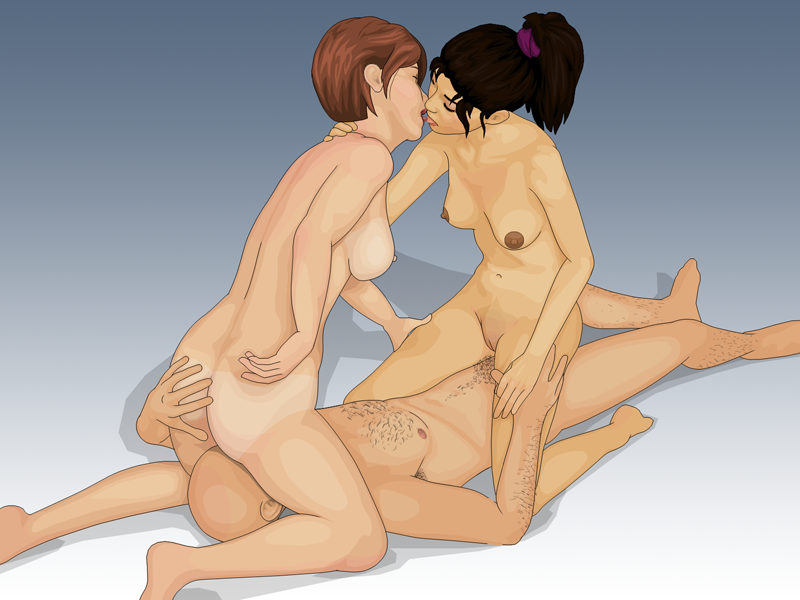
2人の女性と1人の男性によるもの

## メディアにおける3Pセックス
3Pセックスのシーンは、さまざまな映画で取り上げられている。
- 青い恋人たち（英語版）（1982年）
- スリーサム（1994年）
- ワイルドシングス（1998年）
- アメリカン・サイコ（2000年）
- ズーランダー（2001年）
- 天国の口、終りの楽園。（2001年）
- ケン・パーク（英語版）（2002年）
- ドリーマーズ（2003年）
- それでも恋するバルセロナ（2008年）
- SHAME -シェイム-（2011年）
- オン・ザ・ロード（2012年）
- 野蛮なやつら/SAVAGES（2012年）
- スプリング・ブレイカーズ（2012年）
- ノック・ノック（2015年）
- LOVE 3D（英語版）（2015年）